# Bourdainville
Bourdainville è un comune francese di 436 abitanti situato nel dipartimento della Senna Marittima nella regione della Normandia.

## Società

### Evoluzione demografica
Abitanti censiti